# درمنه سانتونیکا
 درمنه سانتونیکا(نام علمی: Artemisia cina) نام یک گونه از سرده درمنه‌ها است.